# Belzebuth
Belzebuth és una pel·lícula mexicana de terror mexicana del 2017 dirigida per Emilio Portes, protagonitzada per Joaquín Cosío i Tobin Bell.

## Sinopsi
La història comença en un hospital amb el detectiu Emmanuel Ritter i la seva dona celebrant el naixement del seu bebè. Quan Ritter rep una trucada del seu despatx, marxa i una infermera porta el bebè a la guarderia. La infermera tanca la porta del viver, treu un bisturí i comença a apunyalar el nadó de Ritter i altres infants al viver. Abans que ningú pugui irrompre a la llar d'infants, la infermera ha matat tots els nounats i s'ha tallat la gola.
Molts anys després, Ritter roman traumatitzat i emocionalment distant, incapaç de processar la mort del seu fill. A la feina, s'assabenta d’un tiroteig massiu a una escola primària. Això resulta ser només una de les massacres horribles a la zona. Ritter inicia una investigació paranormal, buscant un sacerdot excomunicat i intentant trobar la força maligna responsable dels impactants incidents.

## Repartiment
- Tobin Bell - Vasilio Canetti
- Tate Ellington - Ivan Franco
- Joaquín Cosío - Emmanuel Ritter
- Giovanna Zacarías - Leonor
- Yunuen Pardo - Beatríz
- Jose Sefami - Demetrio
- Aida López - Elena
- Enoc Leaño - Jefe Najera
- Felipe Tututi - Enzo
- Norma Angélica - Doña Eulalia
- Mercedes Hernández - Aurora Moreno
- Liam Villa - Isa
- Damaris Rubio - Reportera
- Carlos "Conde" Fabregat - Belzebuth

## Producció
Fou estrenada en la secció Midnight X-Treme del L Festival Internacional de Cinema Fantàstic de Catalunya. La pel·lícula té una puntuació del 79% a Rotten Tomatoes, basada en tretze crítiques amb una puntuació mitjana de 6,44/10.

## Premis i nominacions
En la LXII edició dels Premis Ariel va guanyar dos premis (millors efectes especials i millors efectes visuals) d'un total de sis nominacions (millor maquillatge. so, disseny artístic i banda sonora).